# 脇ノ沢駅
脇ノ沢駅（わきのさわえき）は、岩手県陸前高田市米崎町にある、東日本旅客鉄道（JR東日本）大船渡線BRT（バス高速輸送システム）のバス停留所である。元々は同社の大船渡線の鉄道駅であった。

## 歴史
- 1933年（昭和8年）12月15日：開業[2]。
- 1960年（昭和36年）5月23日：1960年チリ地震による津波で冠水、当駅 - 小友駅間で長期にわたり不通になる。
- 1962年（昭和37年）3月1日：貨物の取扱を廃止[2]。
- 1983年（昭和58年）3月10日：荷物扱いを廃止[3]。無人化[4]。
- 1987年（昭和62年）4月1日：国鉄分割民営化により、JR東日本の駅となる[2]。
- 2011年（平成23年）3月11日：東北地方太平洋沖地震（東日本大震災）の津波により壊滅状態となる[5]。
- 2013年（平成25年）3月2日：BRTにより仮復旧。県道上に駅を移設。
- 2020年（令和2年）4月1日：気仙沼駅 - 盛駅間の鉄道事業廃止により、鉄道駅としては廃駅となる[6][7]。

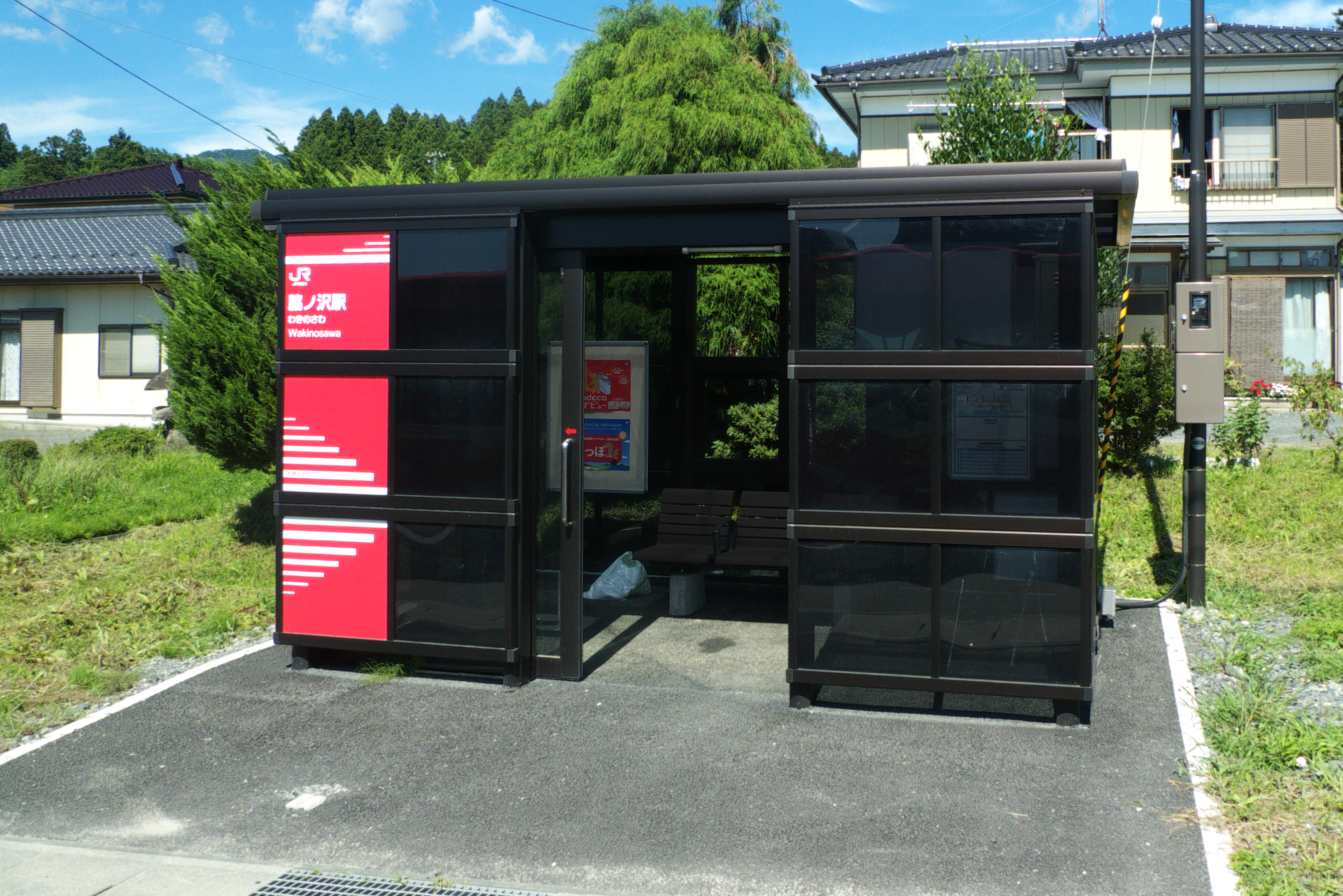
盛方面のりば（2013年9月）

## 駅構造
BRTの運行開始にあたり、当駅前後は一般道走行区間となり、県道上に移設。盛方面のりば側にBRT用の駅舎が設置された。陸前高田方面のりばはバスポールのみの設置である。

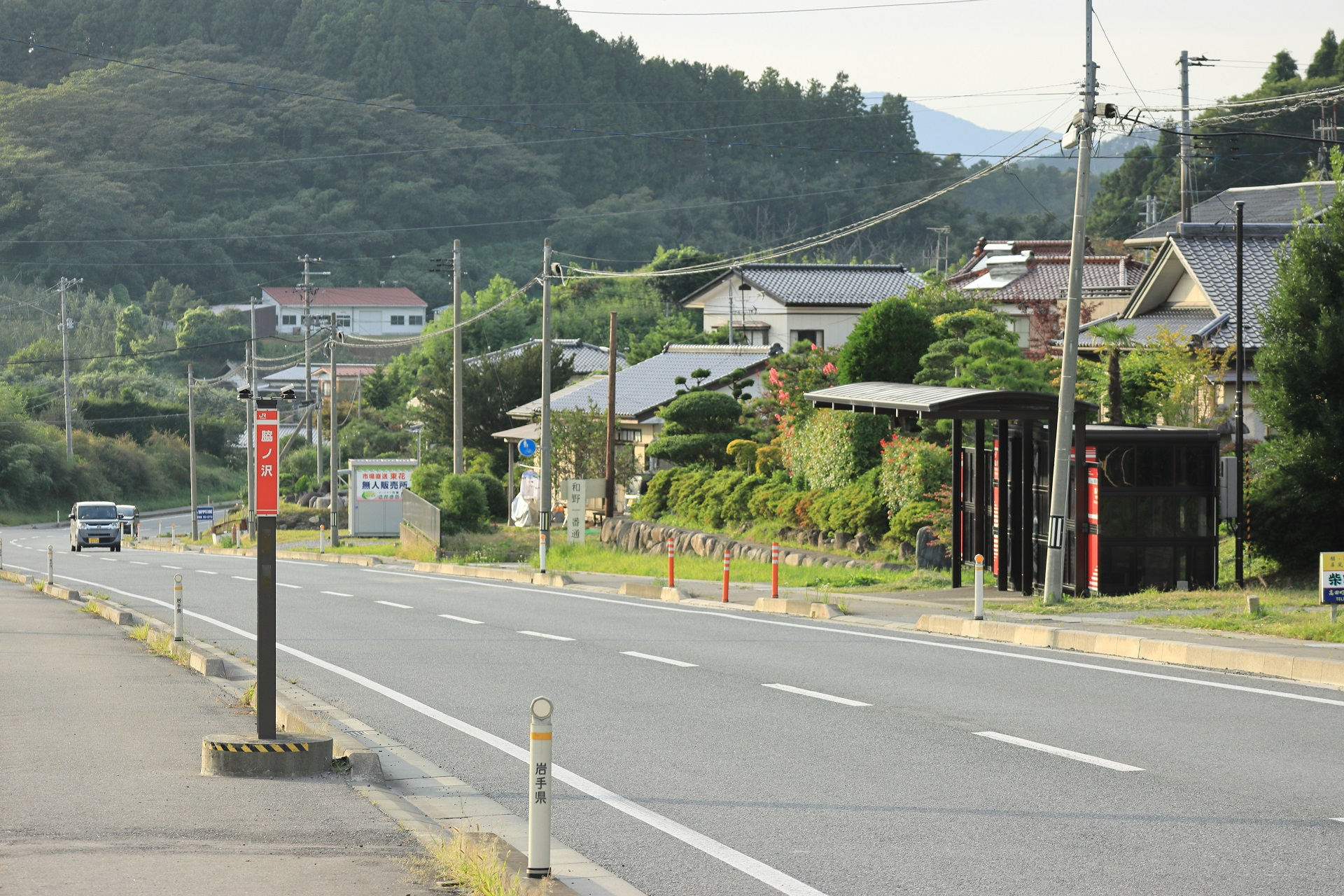
駅全景（2020年9月）。左手前が陸前高田・気仙沼方面、右奥が盛方面のりば。

### 旧鉄道駅
東日本大震災前までは単式ホーム1面1線を有する、気仙沼駅管理の地上駅で、待合所があるだけの無人駅であった。

## 利用状況
JR東日本によると、2023年度（令和5年度）の1日平均乗車人員は22人である。
2013年度（平成25年度）以降の推移は以下のとおりである。
| 乗車人員推移       | 乗車人員推移     | 乗車人員推移    |
| 年度               | 1日平均 乗車人員 | 出典            |
| ------------------ | ---------------- | --------------- |
| 2013年（平成25年） | 12               | [ 利用客数 2 ]  |
| 2014年（平成26年） | 13               | [ 利用客数 3 ]  |
| 2015年（平成27年） | 18               | [ 利用客数 4 ]  |
| 2016年（平成28年） | 21               | [ 利用客数 5 ]  |
| 2017年（平成29年） | 20               | [ 利用客数 6 ]  |
| 2018年（平成30年） | 35               | [ 利用客数 7 ]  |
| 2019年（令和元年） | 25               | [ 利用客数 8 ]  |
| 2020年（令和02年） | 20               | [ 利用客数 9 ]  |
| 2021年（令和03年） | 20               | [ 利用客数 10 ] |
| 2022年（令和04年） | 21               | [ 利用客数 11 ] |
| 2023年（令和05年） | 22               | [ 利用客数 1 ]  |

## 駅周辺
鉄道駅は広田湾に面した脇ノ沢漁港前に設置されていたが、BRTの駅は北東に約1.4キロメートル離れた、箱根山の山裾を通る県道38号のバイパス区間に設けられた。
BRT駅付近では、東日本大震災で被災した店舗の代替として、マイヤアップルロード店が2012年3月に開業している。
- 陸前高田市立高田東中学校
- 岩手県道38号大船渡広田陸前高田線

## 隣の停留所
東日本旅客鉄道（JR東日本）
■大船渡線BRT
□快速
陸前高田駅 - 脇ノ沢駅 - 西下駅
■普通
高田病院駅 - 脇ノ沢駅 - 西下駅

### かつて存在した鉄道路線
東日本旅客鉄道（JR東日本）
■大船渡線
陸前高田駅 - 脇ノ沢駅 - 小友駅

### 記事本文
1. 1 2 3  『週刊 JR全駅・全車両基地』 56号 新庄駅・気仙沼駅・鳴子温泉駅ほか80駅、朝日新聞出版〈週刊朝日百科〉、2013年9月15日、26頁。
2. 1 2 3 4  石野哲（編）『停車場変遷大事典 国鉄・JR編 Ⅱ』（初版）JTB、1998年10月1日、486頁。ISBN 978-4-533-02980-6。
3. ↑  「日本国有鉄道公示第212号」『官報』第16828号1983年3月9日。
4. ↑  「「通報」●大船渡線矢越駅ほか10駅の駅員無配置について（旅客局）」『鉄道公報』日本国有鉄道総裁室文書課、1983年3月9日、2面。
5. ↑  「被災地発・陸前高田6：壊滅した高校、図書館、病院、駅……」ケンプラッツ、2011年3月22日。2011年3月26日閲覧。
6. ↑  「気仙沼線（柳津～気仙沼間）及び大船渡線（気仙沼～盛間）における鉄道事業の廃止の日の繰上げの届出について (PDF)」（プレスリリース）、東日本旅客鉄道、2020年1月31日。2020年2月6日閲覧。
7. ↑  「鉄道事業の廃止の届出に係る廃止の日の繰上げについて (PDF)」（プレスリリース）、国土交通省東北運輸局、2020年1月29日。2020年2月1日時点のオリジナル (PDF)よりアーカイブ。2020年2月6日閲覧。

### 利用状況
1. 1 2  「BRT駅別乗車人員（2023年度） | 企業サイト：JR東日本」東日本旅客鉄道。2025年7月14日閲覧。
2. ↑  「BRT駅別乗車人員（2013年度）：JR東日本」東日本旅客鉄道。2025年7月14日閲覧。
3. ↑  「BRT駅別乗車人員（2014年度）：JR東日本」東日本旅客鉄道。2025年7月14日閲覧。
4. ↑  「BRT駅別乗車人員（2015年度）：JR東日本」東日本旅客鉄道。2025年7月14日閲覧。
5. ↑  「BRT駅別乗車人員（2016年度）：JR東日本」東日本旅客鉄道。2025年7月14日閲覧。
6. ↑  「BRT駅別乗車人員（2017年度）：JR東日本」東日本旅客鉄道。2025年7月14日閲覧。
7. ↑  「BRT駅別乗車人員（2018年度）：JR東日本」東日本旅客鉄道。2025年7月14日閲覧。
8. ↑  「BRT駅別乗車人員（2019年度）：JR東日本」東日本旅客鉄道。2025年7月14日閲覧。
9. ↑  「BRT駅別乗車人員（2020年度） | 企業サイト：JR東日本」東日本旅客鉄道。2025年7月14日閲覧。
10. ↑  「BRT駅別乗車人員（2021年度） | 企業サイト：JR東日本」東日本旅客鉄道。2025年7月14日閲覧。
11. ↑  「BRT駅別乗車人員（2022年度） | 企業サイト：JR東日本」東日本旅客鉄道。2025年7月14日閲覧。